# 薩諾斯 (漫威電影宇宙)
薩諾斯（英語：Thanos），是漫威電影宇宙（MCU）系列電影中的虛構角色，改編自吉姆·史塔林創作的同名反派角色，由喬許·布洛林以動作捕捉方式飾演。薩諾斯首次登場於《復仇者聯盟》（2012年）的片尾片段中，並成為漫威電影宇宙「無限傳奇」的核心人物兼主要反派角色。
薩諾斯的主要目標是集齊六顆無限寶石，以消滅全宇宙一半的生命讓宇宙的生態恢復「平衡」。在他收養的孩子們「薩諾斯之子」的幫助下，以及與復仇者聯盟和星際異攻隊在家鄉泰坦星的對戰後，薩諾斯成功將六顆無限寶石鑲嵌在無限手套打響指，使全宇宙為一半的生命灰飛煙滅。達成目標後，薩諾斯摧毀了無限寶石並藏身於某個花園星球上。後來，被前來的復仇者聯盟攻擊，最後被索爾斬首。
來自多元宇宙的其他版本的薩諾斯也出現在Disney+動畫影集《無限可能：假如…？》（2021年至今）和第四階段電影《奇異博士2：失控多重宇宙》（2022年）。
薩諾斯受到影評人和粉絲的好評，也被認為是漫威電影宇宙最好的反派之一，也是影史上最偉大的電影反派之一。

## 其他版本的薩諾斯
另一個2014年，薩諾斯透過涅布拉意識到復仇者聯盟正在使用時間旅行，並從涅布拉的記憶得知未來的自己成功達到目標，但最終被復仇者殺死的結果。他派遣2014年的涅布拉以假冒形式回去未來，好讓她使用量子領域將自己以及他的軍隊帶到2023年。
復仇者聯盟成功獲得無限寶石並在2023年成功把五年前被消滅的半數生命復活。接著，薩諾斯連同戰艦「聖域二號」（Sanctuary II）離開量子領域來到2023年，並炸毀了復仇者聯盟總部。薩諾斯與東尼·史塔克／鋼鐵人、史提芬·羅傑斯／美國隊長和索爾展開激戰，並揚言為了讓宇宙得到真正的「平衡」，這次將會徹底摧毀整個宇宙。
薩諾斯成功擊敗史塔克和索爾，只剩下史提芬獨自抗敵。剛復活的復仇者、星際異攻隊、瓦干達軍隊、阿斯嘉軍隊、至尊魔法師以及破壞者軍團透過史蒂芬·史傳奇／奇異博士的傳送門來到戰場。經過一番激戰後，薩諾斯搶回無限手套打一響指但無果，才發現寶石已轉移到史塔克的奈米手套上。薩諾斯和他的軍隊在史塔克的響指下灰飛煙滅。大戰雖然以復仇者勝利告終，但也讓受到無限寶石過於強大的伽瑪射線傷害的史塔克犧牲。

## 獎項
| 年份 | 電影                      | 獎項                 | 類別                     | 結果 | 來源   |
| ---- | ------------------------- | -------------------- | ------------------------ | ---- | ------ |
| 2018 | 《復仇者聯盟3：無限之戰》 | MTV影視大獎          | 最佳反派                 | 提名 | [ 1 ]  |
| 2018 | 《復仇者聯盟3：無限之戰》 | 青少年票選獎         | 電影票選獎：反派         | 提名 | [ 2 ]  |
| 2018 | 《復仇者聯盟3：無限之戰》 | 華盛頓特區影評人協會 | 最佳動作捕捉演出         | 獲獎 | [ 3 ]  |
| 2018 | 《復仇者聯盟3：無限之戰》 | 好萊塢影評人協會     | 最佳視覺效果或動畫演出   | 獲獎 | [ 4 ]  |
| 2018 | 《復仇者聯盟3：無限之戰》 | 西雅圖影評人協會獎   | 最佳反派                 | 提名 | [ 5 ]  |
| 2019 | 《復仇者聯盟3：無限之戰》 | 奧斯汀影評人協會     | 最佳動作捕捉/特效演出    | 獲獎 | [ 6 ]  |
| 2019 | 《復仇者聯盟3：無限之戰》 | 美國視覺效果協會     | 真實感電影動畫角色傑出獎 | 獲獎 | [ 7 ]  |
| 2019 | 《復仇者聯盟3：無限之戰》 | 土星獎               | 最佳電影男配角           | 獲獎 | [ 8 ]  |
| 2019 | 《復仇者聯盟：終局之戰》  | MTV影視大獎          | 最佳反派                 | 獲獎 | [ 9 ]  |
| 2019 | 《復仇者聯盟：終局之戰》  | MTV影視大獎          | 最佳打鬥                 | 提名 | [ 9 ]  |
| 2019 | 《復仇者聯盟：終局之戰》  | 青少年票選獎         | 電影票選獎：反派         | 獲獎 | [ 10 ] |
| 2019 | 《復仇者聯盟：終局之戰》  | 華盛頓特區影評人協會 | 最佳動作捕捉演出         | 獲獎 | [ 11 ] |
| 2020 | 《復仇者聯盟：終局之戰》  | 奧斯汀影評人協會     | 最佳動作捕捉/特效演出    | 獲獎 | [ 12 ] |
| 2020 | 《復仇者聯盟：終局之戰》  | 好萊塢影評人協會     | 最佳動畫或視效演出       | 提名 | [ 13 ] |

## 備註
1. ↑  與克里斯·伊凡共同獲提名。

## 外部連結
- 薩諾斯 （页面存档备份，存于） 漫威電影宇宙維基百科
- 薩諾斯 （页面存档备份，存于） 漫威漫畫維基百科
- 薩諾斯 （页面存档备份，存于） Marvel.com